# Hárbarðsljóð

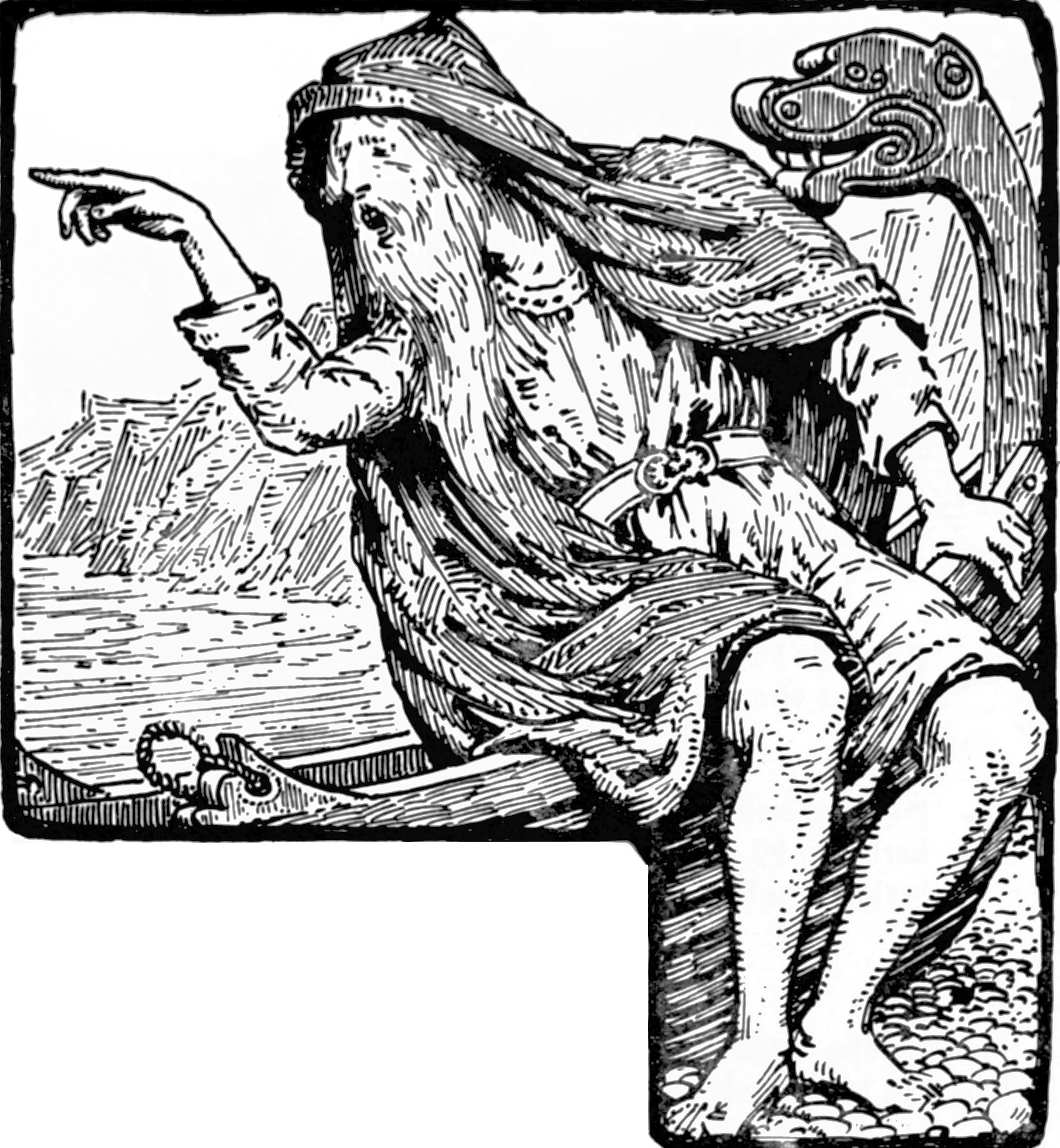
"Barbe Grise se moque de Thor" (1908) par W. G. Collingwood.

Le Hárbarðsljóð (en français, le Lai de Hárbardr ou  le Lai de Barbe-Grise) est un poème de l'Edda Poétique, recueil de poèmes de la mythologie nordique. Il nous est conservé dans le Codex Regius et les manuscrits AM 748 I 4to. Ce poème comprend 60 strophes, et met en scène le dieu Thor et un passeur nommé Hárbardr (Barbe Grise) qui se livrent à une joute d'injures.

## Synopsis

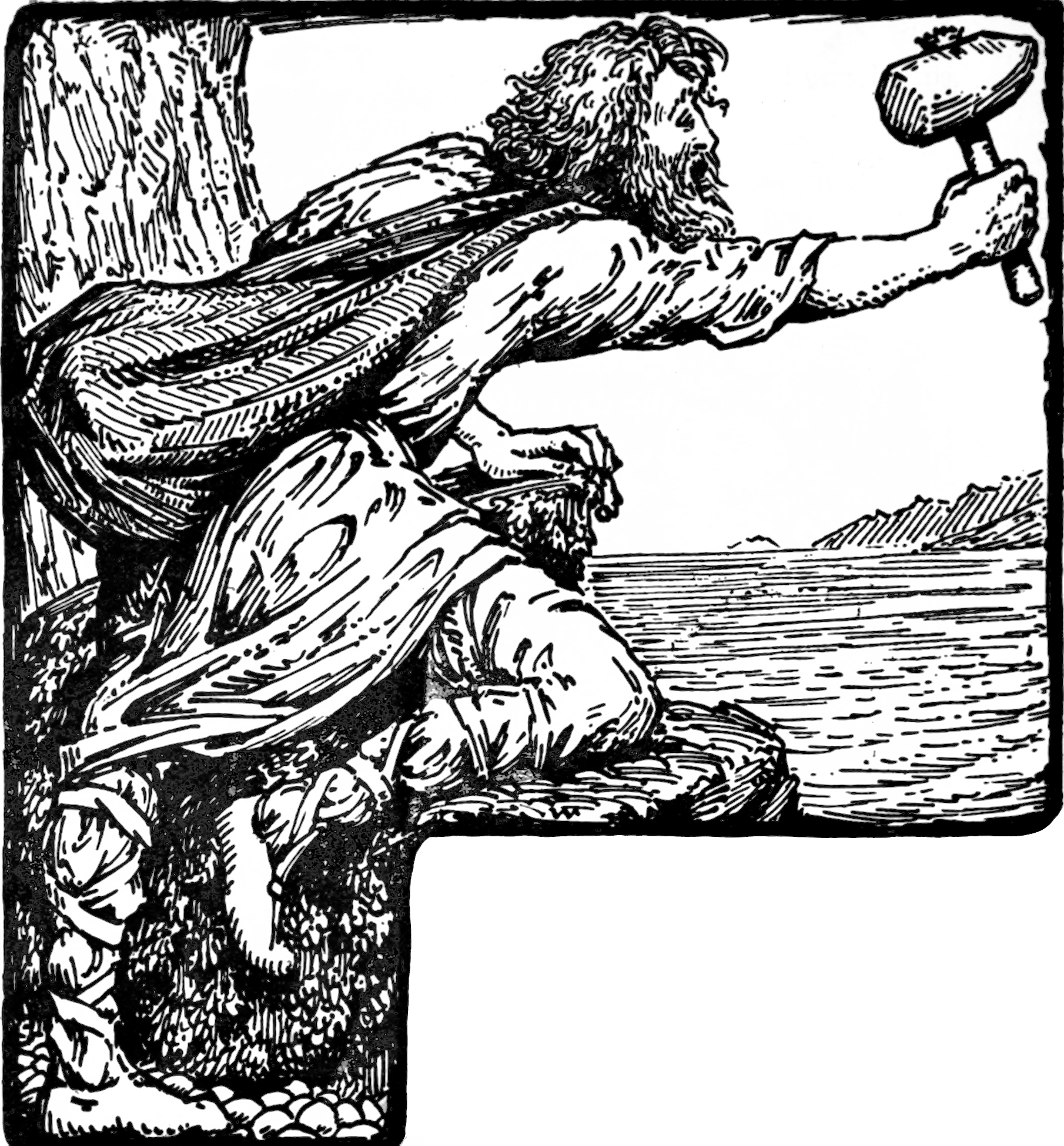
"Thor menace Barbe Grise" (1908) par W. G. Collingwood.

Un court texte en prose situe la scène, où Thor arrive du monde des géants à un détroit et voit un passeur avec son bateau sur l'autre rive.
Les vers commencent lorsque Thor demande au passeur de se présenter et la réponse du passeur l'introduit dès le départ en personnage sarcastique, voir insultant :
| 1. Hverr er sa sveinn sveina, er stendr fyr svndit handan? | 1. Qui est ce garçon des garçons Qui se tient au-delà du détroit? |  |

| Feriokarlinn svaraþi: 2. Hverr er sa karl karla, er callar vm vaginn? | Il répondit : 2. Qui est ce gaillard des gaillards Qui appelle par-delà l'onde? |  |

Thor lui propose de le faire passer le détroit en échange d'un repas, mais le passeur lui répond par des insultes. Thor se présente, puis le passeur, qui se nomme Hárbardr. S'ensuit une série d'échanges, où Hárbardr vante ses prouesses sexuelles, et ses capacités magiques et tactiques, en demandant au fur et à mesure ce que Thor a fait en ce temps. Thor répond successivement en comptant ses aventures où il tua des géants et protégea les mondes des dieux (Ásgard) et des hommes (Midgard). À plusieurs reprises dans le poème, les protagonistes font référence à des aventures que l'on ne connait pas (par exemple, la strophe 20), sans doute de véritables légendes qui n'ont pas survécu jusqu'à nous. D'autres références sont attestées dans d'autres textes mythologiques de l'Edda poétique et de l'Edda de Snorri. À la fin, après l'avoir insulté tout ce temps, Hárbardr dit à Thor de faire un détour pour passer et le maudit.

## Interprétations
De nombreux spécialistes aujourd'hui affirment que Hárbardr n'est nul autre qu'Odin, car selon le Grímnismál il s'agit d'un des noms d'Odin. De plus la joute expose les fonctions particulières de ces dieux. En effet, selon Georges Dumézil, Odin et Thor représentent chacun deux aspects de la fonction guerrière ; Odin est la science et la ruse alors que Thor la force et la volonté. Cet antagonisme est très clair dans ce poème. Ensuite, Hárbardr se vante de ses conquêtes de géantes, ce que fait Odin dans le Hávamál.
Or certains spécialistes pensaient plutôt que Hárbardr est le dieu Loki. Loki se vantant d'exploits est plus courant qu'Odin, et ici Hárbardr accuse Sif, la femme de Thor, d'adultère, ce que Loki fait aussi dans la Lokasenna. Mais cette théorie est moins défendue aujourd'hui.
Le genre de ce poème est classique ; une joute consacrée à l'avilissement de l'adversaire et à l'exaltation de soi. Selon Einar Sveinsson, ce poème rapporte une des nombreuses versions possibles d'une histoire improvisée par chaque poète. L'exaltation de ses exploits correspond à un divertissement germanique très célèbre, le mannjafnadr, qui apparait dans de nombreux textes mythologiques. On retrouve une joute comparable dans le poème épique anglo-saxon Beowulf, où le héros Beowulf et Unferth se défient en paroles sur la décision de Beowulf d'aller combattre le monstre Grendel.